# Route 463 (Terre-Neuve-et-Labrador)
Pour les articles homonymes, voir Route 463.
La route 463 est une route tertiaire de la province de Terre-Neuve-et-Labrador d'orientation ouest-est globalement, en forme de « n », située dans l'ouest de l'île de Terre-Neuve, sur la péninsule Port au Port. Elle est une route faiblement empruntée faisant le tour de la péninsule par l'ouest, le nord et l'est. Elle relie la route 460 (à Cap-Saint-Georges et Abrahams Cove) à Lourdes. Route alternative de la 460, elle est nommée Lourdes Road, mesure 51 kilomètres, et est une route asphaltée sur l'entièreté de son tracé.

## Communautés traversées
- Cap-Saint-Georges
- La Grand'Terre
- Three Rock Cove
- Salmon Cove
- Lourdes
- West Bay
- West Bay Centre
- Piccadilly
- Abrahams Cove